# Luminous Productions
株式会社Luminous Productions（ルミナスプロダクションズ 英: Luminous Productions Co., Ltd.）はかつて存在した日本の企業。株式会社スクウェア・エニックス・ホールディングスの完全子会社であった。

## 概要
『ファイナルファンタジーXV』の開発チームの多くが集い、スクウェア・エニックスのAAA規模のゲーム制作をメインとする開発スタジオとして、資本提携を結んだ上で独立したゲーム会社として2018年3月に設立。
「世界最先端のテクノロジーとアートを融合させ、今まで誰も経験したことがないゲーム体験を作ること」として、同年12月には社内編成により制作の見直しが行われ、ワールドワイドで次世代コンソールゲーム機向けに、自社ゲーム開発エンジンのLuminous Engineを採用した新規IPのオープンワールドを主軸としたAAAタイトルとして『FORSPOKEN』を開発、2023年にリリースされた。
スクウェア・エニックス・グループの組織改編に伴い、2023年5月1日をもってすべての事業をスクウェア・エニックスへ承継し、同社へ吸収合併された。

## 開発タイトル
- FORSPOKEN（PlayStation 5/PC、2023年1月24日）